# Diócesis de Cheyenne
La diócesis de Cheyenne (en latín: Dioecesis Cheyennensis y en inglés: Roman Catholic Diocese of Cheyenne) es una circunscripción eclesiástica de la Iglesia católica en Estados Unidos. Se trata de una diócesis latina, sufragánea de la arquidiócesis de Denver. Desde el 16 de marzo de 2017 su obispo es Steven Robert Biegler.

## Territorio y organización
La diócesis tiene 262 333 km² y extiende su jurisdicción sobre los fieles católicos de rito latino residentes en el estado de Wyoming.
La sede de la diócesis se encuentra en la ciudad de Cheyenne, en donde se halla la Catedral de Santa María.
En 2021 en la diócesis existían 32 parroquias agrupadas en 5 decanatos: Thermopolis, Sheridan, Rock Springs, Casper y Cheyenne.

## Historia
La diócesis fue erigida el 2 de agosto de 1887 con el breve Quae catholico nomini del papa León XIII, obteniendo el territorio de la diócesis de Omaha (hoy arquidiócesis de Omaha).
Inicialmente sufragánea de la arquidiócesis de San Luis, el 15 de junio de 1893 pasó a formar parte de la provincia eclesiástica de la arquidiócesis de Dubuque y el 15 de noviembre de 1941 de la de Denver.

## Estadísticas
Según el Anuario Pontificio 2022 la diócesis tenía a fines de 2021 un total de 50 010 fieles bautizados.
| Año                                                                             | Población            | Población | Población      | Sacerdotes | Sacerdotes    | Sacerdotes    | Bautizados por sacerdote | Diáconos permanentes | Religiosos | Religiosos | Parroquias |
| Año                                                                             | Bautizados católicos | Total     | % de católicos | Total      | Clero secular | Clero regular | Bautizados por sacerdote | Diáconos permanentes | Varones    | Mujeres    | Parroquias |
| ------------------------------------------------------------------------------- | -------------------- | --------- | -------------- | ---------- | ------------- | ------------- | ------------------------ | -------------------- | ---------- | ---------- | ---------- |
| 1950                                                                            | 48 263               | 288 707   | 16.7           | 53         | 44            | 9             | 910                      |                      | 11         | 65         | 28         |
| 1959                                                                            | 48 500               | 300 000   | 16.2           | 66         | 58            | 8             | 734                      |                      | 14         | 120        | 37         |
| 1966                                                                            | 49 308               | 340 000   | 14.5           | 62         | 58            | 4             | 795                      |                      | 11         | 125        | 38         |
| 1970                                                                            | 45 000               | 320 000   | 14.1           | 66         | 61            | 5             | 681                      |                      | 7          | 101        | 39         |
| 1976                                                                            | 45 000               | 350 000   | 12.9           | 65         | 54            | 11            | 692                      | 1                    | 13         | 94         | 39         |
| 1980                                                                            | 57 000               | 410 000   | 13.9           | 64         | 58            | 6             | 890                      | 2                    | 8          | 89         | 39         |
| 1990                                                                            | 63 973               | 475 000   | 13.5           | 56         | 46            | 10            | 1142                     | 2                    | 15         | 59         | 69         |
| 1999                                                                            | 49 800               | 484 010   | 10.3           | 60         | 51            | 9             | 830                      | 7                    | 1          | 29         | 36         |
| 2000                                                                            | 49 800               | 484 010   | 10.3           | 55         | 45            | 10            | 905                      | 10                   | 11         | 25         | 36         |
| 2001                                                                            | 49 000               | 480 907   | 10.2           | 57         | 47            | 10            | 859                      | 14                   | 11         | 24         | 36         |
| 2002                                                                            | 49 000               | 480 907   | 10.2           | 58         | 46            | 12            | 844                      | 14                   | 13         | 24         | 36         |
| 2003                                                                            | 45 060               | 493 782   | 9.1            | 57         | 47            | 10            | 790                      | 14                   | 11         | 25         | 36         |
| 2004                                                                            | 47 800               | 498 704   | 9.6            | 60         | 50            | 10            | 796                      | 16                   | 12         | 22         | 36         |
| 2006                                                                            | 49 459               | 503 000   | 9.8            | 62         | 49            | 13            | 797                      | 19                   | 14         | 23         | 36         |
| 2013                                                                            | 56 100               | 568 000   | 9.9            | 70         | 65            | 5             | 801                      | 38                   | 5          | 15         | 33         |
| 2016                                                                            | 53 594               | 584 153   | 9.2            | 64         | 59            | 5             | 837                      | 35                   | 5          | 9          | 37         |
| 2019                                                                            | 51 701               | 577 700   | 8.9            | 60         | 53            | 7             | 861                      | 31                   | 7          | 10         | 37         |
| 2021                                                                            | 50 010               | 578 759   | 8.6            | 56         | 50            | 6             | 893                      | 33                   | 6          | 9          | 32         |
| Fuente: Catholic-Hierarchy, que a su vez toma los datos del Anuario Pontificio. |                      |           |                |            |               |               |                          |                      |            |            |            |

## Episcopologio

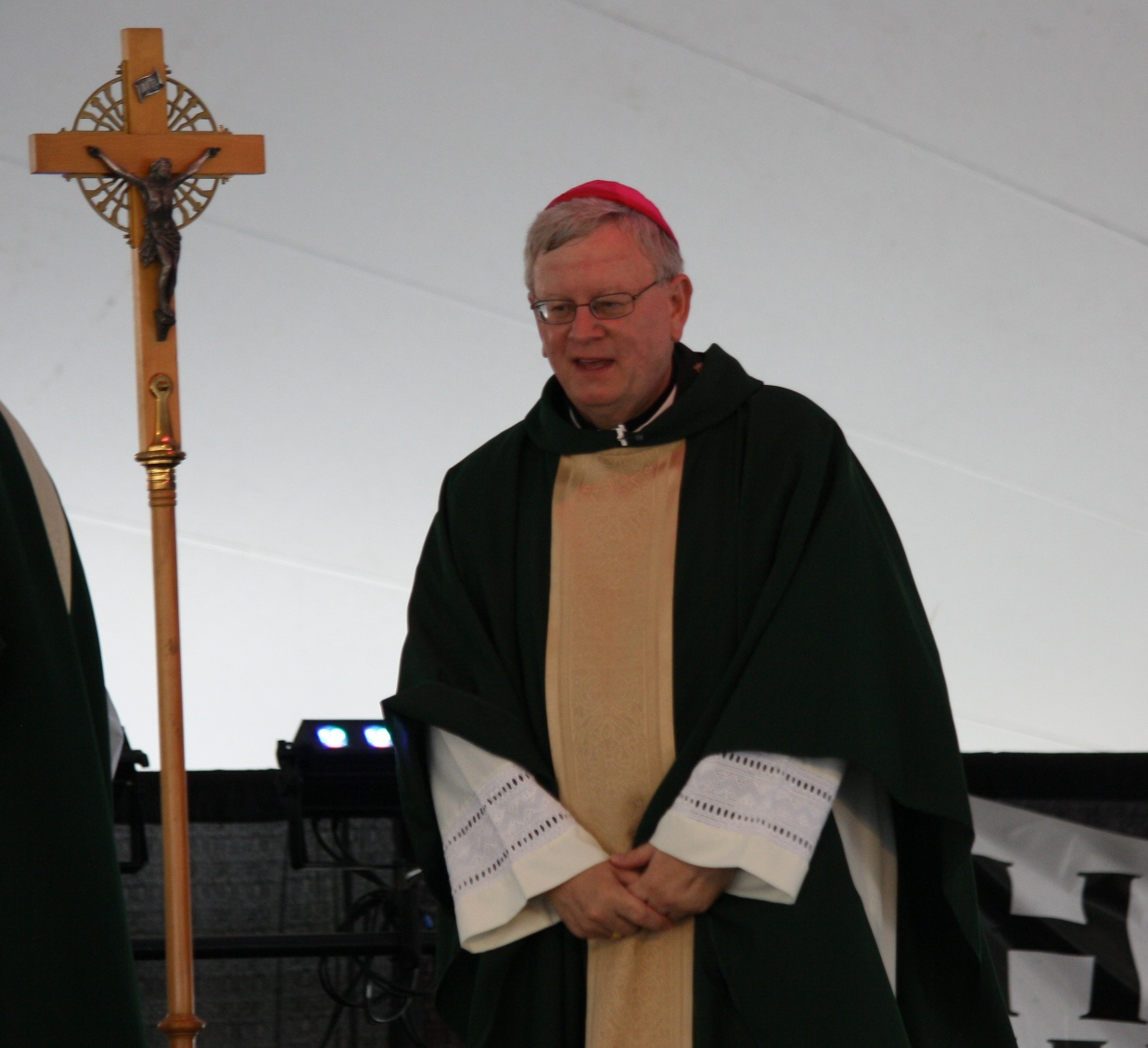
Obispo David Ricken

- Maurice Francis Burke † (9 de agosto de 1887-19 de junio de 1893 nombrado obispo de Saint Joseph)
  - Sede vacante (1893-1896)
- Thomas Mathias Lenihan † (18 de diciembre de 1896-15 de diciembre de 1901 falleció)
- James John Keane † (4 de agosto de 1902-11 de agosto de 1911 nombrado arzobispo de Dubuque)
- Patrick Aloysius Alphonsus McGovern † (19 de enero de 1912-8 de noviembre de 1951 falleció)
- Hubert Michael Newell † (8 de noviembre de 1951 por sucesión-3 de enero de 1978 renunció)
- Joseph Hubert Hart (25 de abril de 1978-26 de septiembre de 2001 renunció)
- David Laurin Ricken (26 de septiembre de 2001 por sucesión-9 de julio de 2008 nombrado obispo de Green Bay)
- Paul Dennis Etienne (19 de octubre de 2009-4 de octubre de 2016 nombrado arzobispo de Anchorage)
- Steven Robert Biegler, desde el 16 de marzo de 2017